# تفكيكية (عمارة)

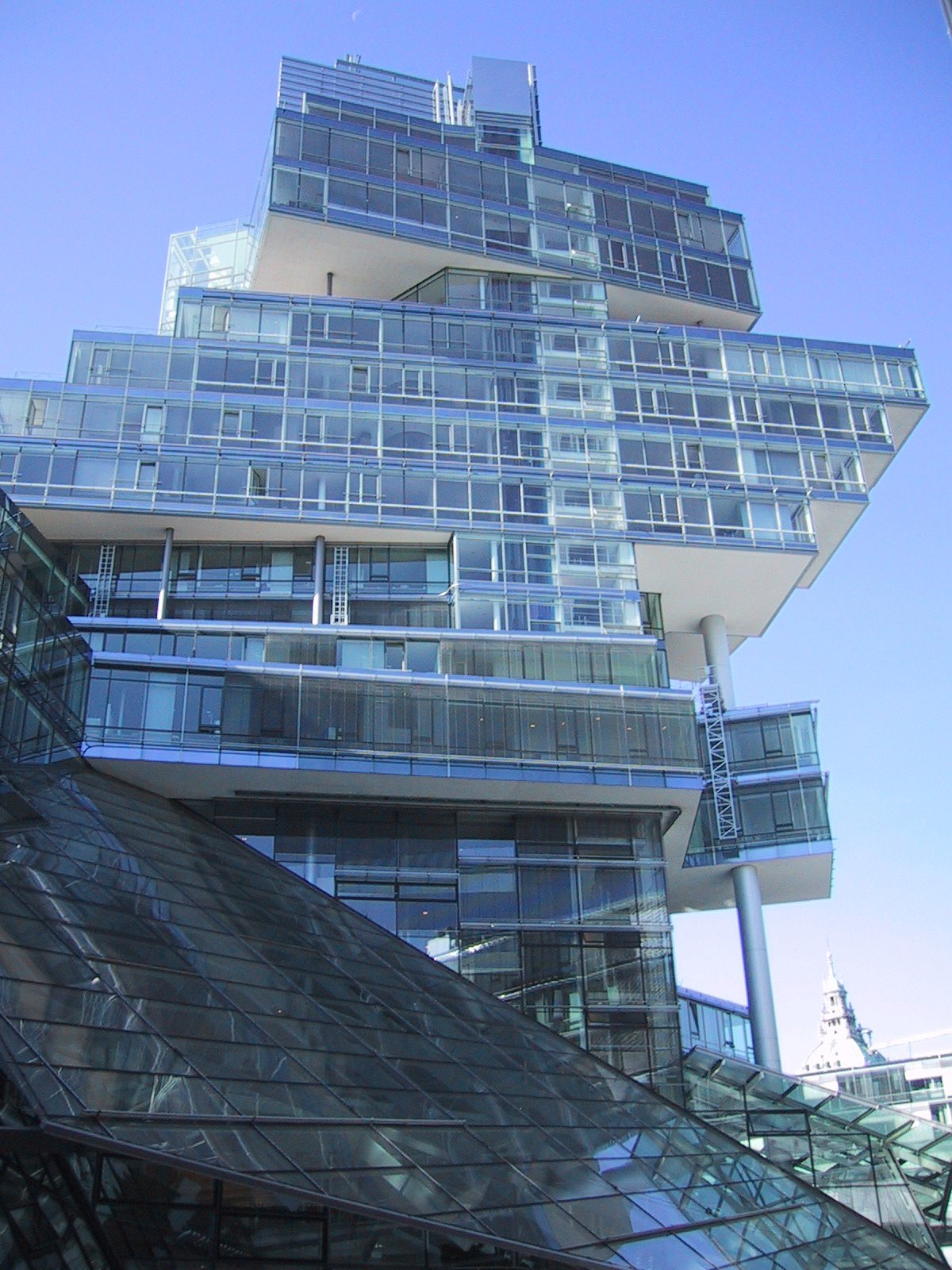
مبنى بهانوفر،ألمانيا.

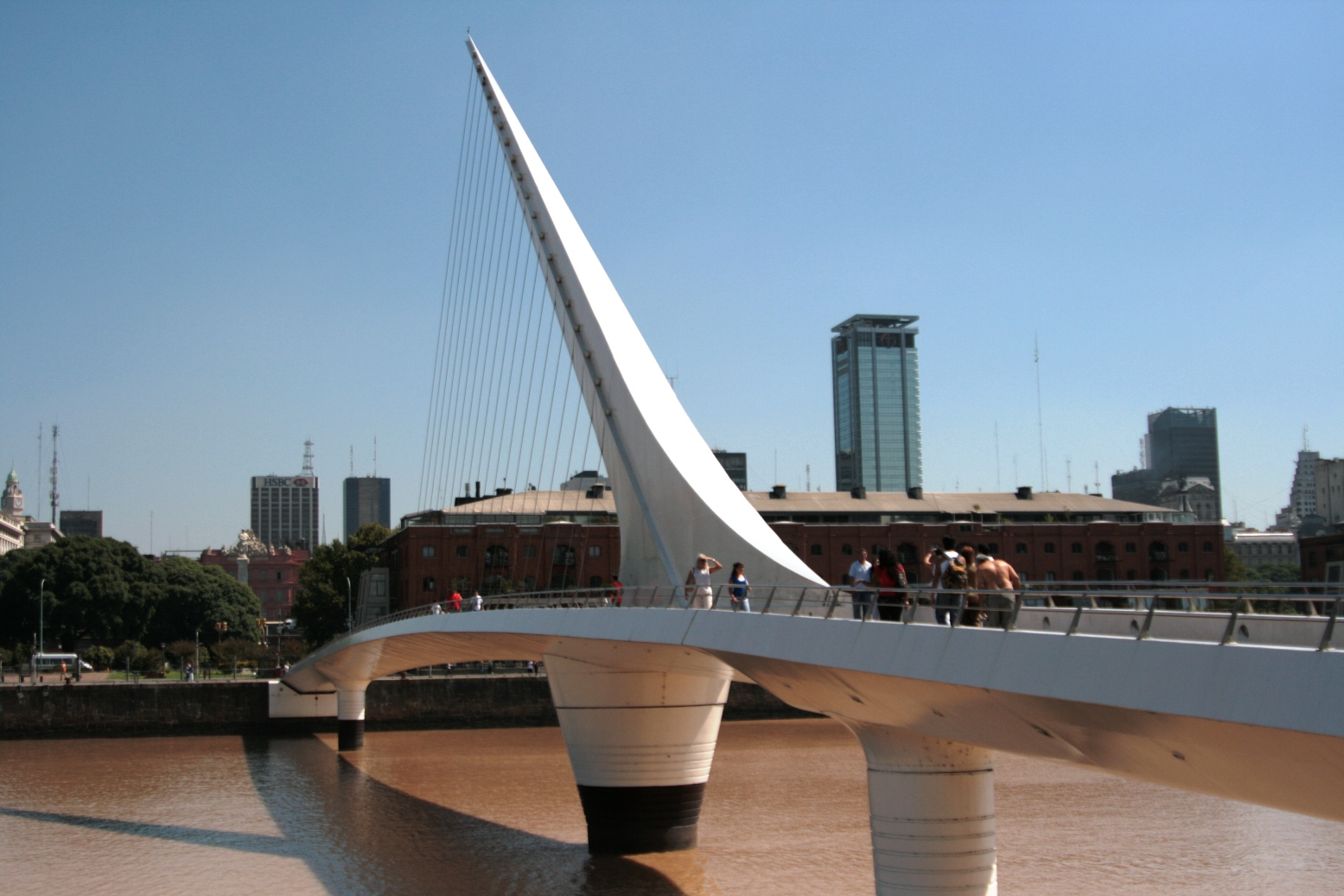
جسر.

العمارة التفكيكية، (بالإنجليزية: Deconstruction Architecture)‏، أو العمارة التكسيرية، ليست مجرد حركة معمارية أو طراز وهي مسمى ظهر في الآفق سنة 1971م انما هي ظاهرة ثقافية كبرى من أهم التطورات الحديثة في الفن والعمارة في العصر الجارى. هي اسلوب نقدى وأسلوب فلسفى.

## النشأة
في البداية نشأت من أعمال الفيلسوف الفرنسى جاك دريد. فتلك الأعمال تميزت بشكل جوهرى في اصالة الشكل الظاهرى للاشياء والتمييز التقليدى فيها.
صعد نجم الاتجاه خلال نهايات القرن العشرين. وحاكى تيار الطراز الإنشائي (بالإنجليزية:Constructivsm) في ثلاثينات القرن العشرين، وأبان غليان الشعور الثوري في العالم الذي يدعو في بعض جوانبه إلى التملص من الماضي الرأسمالي وتجسد بأشكال إنشائية جديدة لا تمت بصلة إلى الماضي. يحمل في طياته دلالات سيكولوجية تدعو إلى رفض التراث المعماري لشعوب ليس لها بالأساس ذلك الثراء ومن هذه الأجواء نشأت فكرة التفكيكية الحديثة تألق نجمها منذ نهايات عقد ثمانينات القرن العشرين.
و يمكن اعتبار تلك الحركة حالة من الشرذمة يصفها البعض بالخداع، والصاعدين يعتبرها حالة إبداعية إلى آفاق جديدة من الأشكال المستحدثة، تعرض ما هو غريب بأسلوب التشويه والتجزئة التي أتبعت منهجية التصادم الفظي بدل اللباقة في الإقناع. وثمة تشعبات منه باستعارة الأشكال التراثية التقليدية.
وما يميز هذا التيار هو تحطيم الفروق بين الرسم والنحت وإعادة خلطها في بوتقة معمارية، ويمكن تلمس الاتجاه الوظيفي فيها ولكنه ينحصر في القيمة التعبيرية للإنشاء? فقد نبذت حالات الزخرف، وانحصرت القيمة الجمالية للمبنى بما تبديه العلاقات الشكلية للحجوم والكتل والفراغات كما تبرزها المعطيات الإنشائية. استعمال خامات جديدة كالمعدن والزجاج واللدائن لكي تتبع فكرة تعبر عن الحياة بالهيئة التي يشكلها العلم. وقد أخذ في بعض شطحاته مع التكعيبية.
والتراكب القطري ولاسيما بالنسبة للأشكال المستطيلة والأشكال شبه المنحرفة، والسطوح أو المقاطع المتعرجة كما لمسناه في أعمال المعمار ليس يزكي، وكذلك، ماليفيتش، أو تالين، واتسع نطاق الممارسة من المعماريين هيملبلاو وايسنمان وكيري، وكولهاس وليبسكيند وشاعت أسماء قسم من المعماريين منهم كاندنسكي ونعوم كابو وكازيمير ماليفيتش. ومن أهم المباني مشروع صحيفة البرافدا ومشروع مجمعات إدارية في موسكو.

## الفلسفة
- يجب ان تتحرك العمارة بعيدا عن صلابة المدلولات الطبيعية والتعارضات التقليدية ومن أمثلة ذلك:

1. التباين بين شكل المبنى والأرض المقام عليها
2. التباين التقليدي بين الهيكل الإنشائي والزخارف.

- العمارة التفكيكية أصبحت مركز نظريات الفن والعمارة في أمريكا في فترة الثمانينات.
- أصبحت هي الاتجاه الأكاديمي الرسمي في بعض أقسام العمارة والأدب والفن في الجامعات الأمريكية
- تدعو العمارة التفكيكية إلى هدم كل الأسس الهندسية الاقليدسية
- تدعو إلى تفكيك المنشات إلى أجزاء
- تدعو إلى إعادة النظر في العلاقات سواء كانت الإنسانية أو العمرانية.
- التفكيكية لا تعنى الهدم كما يدل ظاهرها ويرى تشومي إن هناك (هدم ايجابي أو هدم وإعادة بناء)
- هي مرتبطة بفطرة الإنسان حيث إن الطفل يفكك اللعبة والراديو بشغف لمعرفة محتوياته وكيف يعمل
- من هنا يمكن إدراك أن التفكيك هو من الغرائز الأساسية المبهجة للإنسان.

يقول المفكر شارلز جنكز في كتابه new modernsim أو الحداثية الجديدة إن التفكيكية:
- هي عمارة التكسير واللاتماثل واللاإتساق
- هي عمارة مليئة بالمفاجآت الغير متوقعة
- تستخدم مفردات العمارة الكلاسيكية بصورة معكوسة أو مشوهه
- عمارة كلاسيكية وضد الكلاسيكية.
- يقول حول التفكيكية وعمارة ما بعد الحداثة (post) أنه رغم الفروق الواضحة بينهما إلا إنهما اتفقتا على شيء جوهري وهو الاختلاف والبعد ونقد كل ما هو تقليدي ومألوف.

## الأفكار
يأخذ تيار التفكيكية المثير للجدل منحى لحالة استئصالية ثنائية التوجه:
- العلاقة بين أشكال الإسقاط وبين الأشكال وسياقها العام، من خلال كبح جماح الانسيابية.
- تشويش وقطع دابر العلاقة بين الداخل والخارج.

وبغض النظر عن تلك القطيعة الحادثة بين الخارج وسياقه الداخلي فإن التفكيكية تقوض المسوغات المتعارف عليها بما يخص الانسجام والوحدة والاستقرار الظاهري.

## المميزات
وما يميز هذا التيار هو تحطيم الفروق بين الرسم والنحت وإعادة خلطها في بوتقة معمارية، ويمكن تلمس الاتجاه الوظيفي فيها..
ولكنه ينحصر في القيمة التعبيرية للإنشاء، فقد نبذت حالات الزخرف، وانحصرت القيمة الجمالية للمبنى بما تبديه العلاقات الشكلية للحجوم والكتل والفراغات كما تبرزها المعطيات الإنشائية.
استعمال خامات جديدة كالمعدن والزجاج واللدائن لكي تتبع فكرة تعبر عن الحياة بالهيئة التي يشكلها العلم.
وقد أخذ في بعض شطحاته مع التكعيبية والتراكب القطري ولاسيما بالنسبة للأشكال المستطيلة والأشكال شبه المنحرفة، والسطوح أو المقاطع المتعرجة كما لمسناه في أعمال المعمار (ليس يزكي) وكذلك (ماليفيتش) أو (تالين)
واتسع نطاق الممارسة من المعماريين (هيملبلاو) و (ايسنمان وكيري)، و (كولهاس) و (ليبسكيند) وشاعت أسماء قسم من المعماريين منهم (كاندنسكي) و (نعوم كابو) و (كازيمير ماليفيتش).

## أهم المشاريع
ومن أهم المباني مشروع صحيفة البرافدا ومشروع مجمعات إدارية في موسكو.

## أهم روادها
- زها حديد
- فرانك جيري
- غونتر بينش
- بيتر ايزنمان
- بيرنارد تشومي
- ريم كولهاس

## وصلات خارجية
- Arab Architecture
- المجلة المعمارية العربية
- تكنولوجيات جديده في الطراز المعماري